# 艾橋智
艾橋智（英語：Georges Bahjat Elhedery，1974年3月—），法籍銀行家及工程師，現任滙豐集團行政總裁。

## 簡歷

### 早年經歷
艾橋智於1974年出生於黎巴嫩首都貝魯特，童年時於當地長大。其父任職於零售銀行，母親則為教師。其後，艾橋智一家移居法國，他在大學時期於巴黎綜合理工學院就讀工程學，該校為法國最頂尖的工程師大學，艾橋智就讀期間亦曾在法國存托銀行交易大廳實習。大學畢業後，艾橋智在國立統計與管理學院統計及經濟學碩士（ENSAE）就讀研究生學位。其後，艾橋智於法國巴黎銀行及高盛倫敦工作，於離開高盛前擔任歐洲、中東和非洲地區結構性利率和通脹交易主管。

### 滙豐生涯
2005年，艾橋智加入滙豐，歷任環球銀行及資本市場的多個主管職位，當中以中東及北非為主要管轄的業務範圍。艾橋智與同於黎巴嫩出身的前任環球銀行及資本市場主管薩米爾·阿薩夫同樣出身於固定收益交易領域，因此在任中東及阿拉伯地區職位期間，與阿薩夫、Emin Mazi（債務市場全球主管）、Marwen Daghar（阿拉伯市場與證券服務主管）等人組成了以黎巴嫩和阿拉伯高級交易員為核心的工作圈子。
2016年至2019年期間，艾橋智擔任滙豐中東、北非及土耳其行政總裁。2019年3月，他轉任資本市場環球主管。2019年12月，艾橋智獲委任接替阿薩夫擔任環球銀行及資本市場聯席主管，負責滙豐的投資銀行業務。他與另外一名聯席主管Greg Guyett獲時任臨時集團行政總裁祈耀年委派，擔任扭轉滙豐近年部分表現不佳的全球業務的角色。
2022年1月，艾橋智在任期間以「希望與家人一起旅行並探索個人興趣」為由休假六個月，期間全球業務由另一聯席主管Greg Guyett全權負責。由於此決定並不尋常，因此引發滙豐內部的討論。在休假期間，他返回家鄉法國休息，並曾學習一些普通話。

### 滙豐集團財務總監
2022年10月，在結束休假返回滙豐工作後，艾橋智意外地獲委任為新任集團財務總監，接替離職的邵偉信（Ewen Stevenson）。其任命消息公佈後，《路透社》、《金融時報》等指出任命令投資者感到驚訝，並引發了對滙豐銀行方向的質疑，主要圍繞艾橋智擅長於戰略和人員管理，但可能缺乏通常與財務總監角色相關的會計專業知識；以及滙豐當時陷入中西之間的政治緊張局勢，並面臨來自其最大投資者平安保險的壓力，包括推動將滙豐亞洲業務分拆的要求。
2023年5月，艾橋智表示滙豐正考慮從多達十幾個國家（佔其運營市場的五分之一）退出，有意收縮集團曾經遍佈全球的本地銀行業務，以加強其對亞洲核心業務的關注。該計劃包括在過往兩年宣佈出售法國、希臘、俄羅斯和加拿大的全部或部分業務。

### 滙豐集團行政總裁
2024年7月，滙豐宣布艾橋智獲委任為集團新任行政總裁，接替離職的祈耀年，並於9月2日履新。

## 個人生活
艾橋智能說流利的阿拉伯文、法語、英語、德語和西班牙文，並因好奇而短暫學習普通話。他亦熱衷於單板滑雪，並擁有飛行員執照。
據曾與艾橋智共事的滙豐職員指出，艾橋智為人作風低調、內向，但形容他擁有高智商，且在能力上「遙遙領先」許多同齡人。他是該集團多元化和包容性活動的常客，亦對初級與高級員工的需求感興趣。艾橋智在每天上班前，都會跑步10公里。
2016年至2024年間曾購入一間英國獨立屋位於沃爾索爾布洛克斯威奇,另外更以市民身份代表向保守黨成功爭取該區需要一條巴士線一程直達伯明翰即現時National Express West Midlands Platinum X51線。